# San Buena Ventura (Boliwia)
San Buena Ventura – miasto w Boliwii, w departamencie La Paz, w prowincji Abel Iturralde.